# Relaciones Chile-Zambia
Las relaciones Chile-Zambia son las relaciones internacionales entre la República de Chile y la República de Zambia. Ambos países del hemisferio sur son grandes productores mundiales de cobre, por lo que la minería ha sido un eje transversal de sus relaciones diplomáticas.

## Historia
Tras la independencia de la antigua Rodesia del Norte del Imperio Británico en 1964, la naciente república africana comenzó sus contactos con Chile. En 1965, junto a las visitas de los ministros de Relaciones Exteriores y de Minas zambianos, A. Kapwepwe y Alexander Grey Zulu, Chile y Zambia establecieron formalmente relaciones diplomáticas, que en un principio quedaron a cargo de los representantes de ambos países en Estados Unidos, Hosea Josias Soko y Radomiro Tomic, respectivamente. Así, Chile se convirtió en el primer país latinoamericano en entablar relaciones bilaterales con Zambia.
En una conferencia celebrada en Lusaka en junio de 1967, ambos países conformaron el Consejo Intergubernamental de Países Exportadores de Cobre, junto a Perú y Zaire, con el propósito de estimular y regular la producción de ese mineral.
En octubre de 2015, el embajador chileno Carlos Parker, sostuvo una reunión con el presidente de Zambia Edgar Lungu, oportunidad en la que acordaron revitalizar la cooperación entre ambos países, especialmente en la industria cuprífera.

### Visitas oficiales
En noviembre de 1966, el presidente zambiano Kenneth Kaunda realizó una visita de Estado a Chile, ocasión en la que se firmaron acuerdos bilaterales en el campo de la minería cuprífera. En 2014, el entonces ministro de Defensa de Zambia, Edgar Lungu, asistió como representante de su país a la ceremonia de asunción de la presidenta Michelle Bachelet.

## Misiones diplomáticas
- La embajada de Chile en Sudáfrica concurre con representación diplomática a Zambia.
- La embajada de Zambia en Brasil concurre con representación diplomática a Chile.